# The Man
The Man är en amerikansk actionkomedi från 2005. I huvudrollerna ser vi Samuel L. Jackson och Eugene Levy. Filmen regisserades av Les Mayfield.

## Handling
En agent för det federala ATF dyker upp död på Detroits gator. Hans hårdkokta partner Derrick Vann (Samuel L. Jackson) får reda på att den nu döde partnern var misstänkt för korruption. Vann får 24 timmar på sig att leta upp och återta de vapen som stals och de brottslingar som utförde brottet.
Andy Fiddler (Eugene Levy) är en försäljare av tandläkarutrustning som är i stan för en konferens. På grund av ett missförstånd blir bovarna övertygade om att Fiddler håller på att handla vapen av dem. Vann har inte tid att reda upp sånt utan tvingar helt enkelt Fiddler att spela med...

## Rollista (i urval)
- Samuel L. Jackson
- Eugene Levy
- Luke Goss
- Miguel Ferrer
- Anthony Mackie